# Uryū Ishida
Uryū Ishida (石田 雨竜 Ishida Uryū?) es un personaje de ficción de la serie de anime y manga Bleach creada por Tite Kubo. Uryū se introduce en la serie como un compañero de clase del Shinigami Ichigo Kurosaki, se revela como un Quincy, un clan de humanos que fue destruido por los Shinigamis. Queriendo demostrar que los Quincys eran mejores, Uryū desafía a Ichigo para ver quién podía matar más Hollows. Sin embargo, una vez que son superados y comienzan a trabajar juntos, comienzan a conocerse, hasta el punto de convertirse en amigos. Desde entonces, Uryū aparece en la serie como un aliado de Ichigo, acompañándolo en cada pelea que tiene.
Es un personaje orgulloso y serio, es muy diestro con sus manos y le gustan mucho los trabajos manuales y la costura, motivo por el cual está en ese club en su instituto junto a Inoue Orihime. No obstante suele ser amable y caballeroso, además de justo. Su inteligencia sobresale en el instituto, destacando con el primer lugar en la lista del curso de Ichigo.
Además de sus apariciones en el manga y el anime, Uryū también ha tenido papeles menores en dos películas animadas de Bleach y ha sido jugable en todos los videojuegos de la serie.

## Creación y Concepto
Junto con los demás Quincys, Uryū fue creado por Tite Kubo para ser el rival de los shinigamis. Por lo tanto, varias de sus características, como su atuendo blanco fueron intencionalmente de ese color para hacer contraste del kimono negro de los shinigamis, y el uso de arco y flecha para con las espadas (zanpakuto) usada por los shinigamis.
En el anime, Noriaki Sugiyama provee la voz del personaje. su actor de voz en inglés es Derek Stephen Prince, encontró que su personaje era "el más complejo" que jamás haya hecho, ya que lo vio como la "oveja negra" de la serie, señalando que se desconoce de qué lado tiende a estar. Sin embargo, menciona que a veces tiene problemas para distinguir su interpretación vocal de la del personaje de Shino Aburame de la serie de Naruto, también le gustó cómo su personaje se las arregla para manejar cada situación "de una manera genial", algo que le gustaría hacer.

## Biografía ficticia del personaje

### Pasado
Uryū, desde pequeño, supo de sus poderes quincy, lo que le permitía ver a los Hollow y pluses del mundo real, además de a los mismos shinigamis. Desde entonces mostró interés por aprender acerca de sus poderes, y para ello se acercó a su abuelo, el último quincy Sōken Ishida, que le instruyó en los conocimientos de los destructores o quincy. Le enseñó cómo los shinigamis se vieron forzados a casi exterminar al clan ya que amenazaban el equilibrio de las dimensiones (los quincy no purifican los Hollow, sólo los eliminan). El joven Uryū aprendió lo básico de sus poderes.
No obstante encontró la oposición de su padre Ryūken Ishida, médico y también quincy, que no consideraba que ser un destructor aportara algo a la familia. Uryū quería proteger a toda la gente que veía en peligro ya que podía sentir y ver a los Hollow y por ello desarrolló una gran incomprensión hacia su padre y se refugió en su abuelo, que no obstante siempre respetó la forma de pensar que su hijo Ryūken.
Un día varios Hollow atacaron a Sōken Ishida y , por su avanzada edad y la inferioridad numérica, le hicieron perecer. Los shinigamis comisionados al cuidado de este quincy llegaron varias horas tarde (posteriormente se desvelaría que fueron retrasados por Mayuri Kurotsuchi). Uryū desarrolló un fuerte odio hacia los shinigamis desde entonces y continuó con las ideas de su maestro, en las que shinigamis y quincys debían cooperar.

### Shinigami Sustituto
Uryū siempre detectó la gran concentración de poder de su compañero de instituto Ichigo Kurosaki, no obstante se mantuvo al margen mientras desempañaba sus misiones junto a Rukia Kuchiki, sin embargo llegado un punto comienza a interferir en su labor, acabando con varios  antes de que este pudiera purificarlos. Finalmente se muestra ante el joven shinigami y le muestra su odio a la vez que lo desafía. Un sorprendido ichigo acepta tras vacilar y Uryū rompe un cebo atrayendo Hollows en Karakura, lo que desencadena una auténtica invasión de espíritus vacíos, el que más mate, será el ganador.
Aunque Uryū confiaba en mantener la situación bajo control, cada vez hay más Hollows en la ciudad y sus poderes flaquean, finalmente debe hacer equipo con su rival Ichigo, ambos discuten pero a la vez van comprendiéndose el uno al otro y luchan con mayor sincronía. A pesar de esto, la gran cantidad de Hollows atrae a un Menos Grande a la ciudad. Mientras Kisuke Urahara y su equipo se encargan de los Hollow menores, Ichigo y Uryū hacen frente al Menos Grande sin éxito, el gran Hollow lanza un Cero que es detenido por Ichigo, que en ese instante libera todo su poder y se lo devuelve al Gillian, hiriéndolo y forzándolo a volver a Hueco Mundo pero su poder se vuelve inestable y descontrolado. Uryū lo absorbe y lo lanza en forma de una gran flecha, con el riesgo de perder su brazo, para estabilizarlo.
Finalmente la situación acaba bien y Uryū se hace amigo del joven shinigami y sus compañeros, aunque mantiene su carácter reservado y arrogante.

### Sociedad de Almas
La situación en Karakura vuelve a la normalidad y Uryū se hace amigo de sus compañeros de instituto, sin embargo este periodo de tranquilidad se rompe cuando el Capitán de la Sexta División Byakuya Kuchiki y su teniente Renji Abarai son enviados para arrestar a Rukia Kuchiki, a la que encuentran en plena noche. Uryū acude en su ayuda y se enfrenta a Renji, sin embargo es derrotado fácilmente por el shinigami. Ichigo llega y logra poner en jaque a Renji. No obstante, Byakuya lo derrota fulminantemente y lo deja malherido antes de llevarse a Rukia a la Sociedad de Almas. Kisuke Urahara cura las heridas de Uryū y se lleva a Ichigo a su casa, donde lo cura y lo entrena para recuperar sus poderes y poder entrar en la Sociedad de Almas. Yoruichi Shihouin recluta a Yasutora Sado e Inoue Orihime, enseñándoles a dominar sus poderes. Uryū rechaza el entrenamiento y se pone manos a la obra por su cuenta en un peligroso entrenamiento que su abuelo Sôken Ishida le legó.
Días después y ya en vacaciones de verano Uryū aparece en la tienda de Urahara y se encuentra con Ichigo y los demás, finalmente Ichigo, Orihime, Chad, Yoruichi y el mismo Uryū atraviesan la puerta y llegan al Dangai, donde escapan in extremis del guardián gracias al Santen Kesshun de Orihime, lo cual los lleva al Rukongai, el lugar al que van los pluses gracias a los shinigami (que viven en el Seireitei). Allí Ichigo se enfrenta al guardián de la puerta oeste Jidanbō, al que derrota usando su recién conseguido shikai, no obstante el Capitán de la Tercera División Gin Ichimaru los expulsa y cierra las puertas. Ichigo y su grupo busca ayuda en casa de Kūkaku Shiba y su clan, que los catapulta en su cañón hacia el Seireitei después de enseñarles a dominar mejor su poder espiritual. No obstante cuando todo parecía hecho, el artilugio falla y todos acaban dispersándose en el aire.
Uryū cae junto a Inoue Orihime y ambos comienzan a buscar pistas sobre el paradero de la cautiva Rukia mientras se ocultan del gran ejército de shinigamis que los busca incesantemente, logran evadir al Capitán de la Undécima División Zaraki Kenpachi, pero acaban siendo descubiertos por el Cuarto Representante de la Séptima División, Jirōbō Ikkanzaka, proclamado el mejor en el uso de proyectiles (y hermano de Jidanbō). Orihime no puede hacer nada con su arma Tsubaki y está en peligro, el shinigami despliega entonces su shikai formado por muchos shurikens, sin embargo Uryū libera su nuevo arco y derrota al shinigami con arrogancia, además le atraviesa el saketsu, inhabilitando sus poderes de shinigami para siempre. 
El Quincy y la humana continúan su periplo por la Sociedad de Almas mientras sus compañeros libran diversas batallas y se ven forzados a ponerse ropas de shinigamis para pasar desapercibidos, logran engañar a Toshimori Umesada (el Vígémismo hombre de la Novena División) pero se encuentran con Makizō Aramaki (Décimo Hombre de la Undécima División) que sospecha de ellos, no obstante son salvados por un gran grupo de hombres de la Duodécima División, Uryū sospecha de esto y los shinigamis explotan repentinamente ya que estaban llenos de bombas por control remoto, Orihime logra levantar una barrera y proteger a Aramaki. Las bombas estaban al cargo del Capitán de la Duodécima División, Mayuri Kurotsuchi, que aparece con su Subcapitana Nemu Kurotsuchi. Mayuri se muestra sorprendido de que hayan sido capaces de evitar el daño y se interesa mucho por los poderes de la humana, a la cual le ofrece que sea su sujeto de investigación con propuestas exageradas y crueles, Uryū reacciona y apunta al Capitán pero este se burla de él por su ignorancia. Ante la terrible potencia espiritual del shinigami, Uryū le dice a Aramaki que se lleve a Orihime lejos o ambos morirán, este obedece a regañadientes pero Mayuri usa un artilugio de su mano para alargarla y tratar de apresarlos pero Uryū destruye la mano del científico con una flecha. Mayuri se suelta el mecanismo de la mano para inyectarse un suero regenerativo que hace que su brazo vuelva a salir en perfectas condiciones. Uryū trata de distraerlo con sus flechas y el hirenkyaku pero un aburrido Mayuri lo evita con su shunpo, tras lo cual libera su Zanpakutō Ashisogi Jizō (Bonzo Asesino).
Nemu Kurotsuchi sale al encuentro del quincy súbitamente y lo agarra para tirarlo del tejado e inmovilizarlo, en plena caída ambos son cortados por el shikai de Mayuri, esta le suelta por el corte y caen al suelo, Mayuri la golpea por haberlo soltado. Uryū se horroriza ante el maltrato pero Mayuri explica que es una combinación de un gigai y un alma modificada, además de ser su hija. Mayuri explica entonces las funciones paralizantes de su espada, tras decir esto trincha el antebrazo del quincy con su espada, que grita por el dolor. El shinigami revela entonces con desidia que él fue el que retrasó a los shinigamis guardianes de los últimos quincys para así poder llevarlos ante él e investigarlos a fondo, tras lo cual le tiende a Uryū una foto del último que investigó, del cual ni recuerda su nombre.
De pronto una explosión de reiatsu lo sorprende, el quincy se está levantando y con ira dice que ese quincy era Sōken Ishida, su abuelo y que jura por el honor de los quincys que morirá. Mayuri reconoce la técnica que usa Uryū el Ransōtengai (Marioneta del Caos) con la que manipula sus extremidades con hilos espirituales. Uryū decide romper su guante para adquirir todo el poder necesario para acabar con su adversario. El Capitán se muestra perplejo al ver que el quincy está absorbiendo los elementos de la Sociedad de Almas para potenciar su poder y suda nervioso. Uryū crea un arco y Mayuri retrocede instintivamente pero el quincy dispara una flecha tremendamente veloz pero Mayuri la esquiva, cuando mira hacia arriba ve a Uryū en el aire disparándole otra potente flecha que crea una explosión considerable
Mayuri está de rodillas, con su máscara agrietada y jadeando de agotamiento, su brazo izquierdo por completo ha sido desintegrado, Mayuri monta en cólera y grita furioso que no soporta sus amaneramientos quincy y libera su bankai Konjiki Ashisogi Jizô (Bonzo Asesino Dorado) la liberación completa del científico crea una niebla venenosa, saca sus cuchillas y avanza imparable hacia Uryū, dispuesto a aniquilarlo, el quincy concentra todo el poder que le queda y dispara, una gran explosión sobreviene.
Al disiparse el humo el bankai se ve partido en dos y Mayuri tiene un tremendo boquete en el estómago, su Zanpakutô vuelve a su forma sellada y está rota a la mitad, Mayuri decide entonces traspasarse el cuello con su Zanpakutô, que lo transforma en un líquido verdoso, en esta forma dice que no podrá recuperar su forma hasta varios días, pero que el veneno lo matará, tras esto se va triunfante. El veneno en Uryū comienza a hacer efecto, pero Nemu le brinda su antídoto en agradecimiento por no haberle disparado a la cabeza a su padre (lo hubiera matado de haberlo hecho) y lo deja seguir su camino hacia el Palacio de la Penitencia, donde es detenido por el Capitán de la Novena División Tousen Kaname,que lo derrota con su shikai y lo encierra junto a Chad y Ganju Shiba.
Posteriormente son rescatados por Zaraki Kenpachi, Orihime y un grupo de shinigamis, que se encaminan al Sôkyoku para evitar la inminente ejecución de Rukia. Dejando a los shinigamis aliados pelear con otros Capitanes, finalmente deben detenerse al encontrar la enorme presión espiritual de Ichigo Kurosaki en su combate con Byakuya Kuchiki, una vez acabado logran llegar hasta su amigo y curarlo, pero en ese momento un bakudô de Isane Kotetsu los alerta del objetivo de Sōsuke Aizen e Ichigo se adelanta para detenerlo. Nada funciona y Aizen logra irse junto a Ichimaru y Tousen a Hueco Mundo tras haber logrado el hougyoku.
Uryū y los demás se quedan en la Sociedad de Almas unos días pues son indultados antes de volver a Karakura, sin Rukia pues decide quedarse junto a su hermano y sus compañeros shinigamis.

### Los Arrancar
Uryū, sin poderes de quincy, regresa a la escuela junto a sus amigos y conoce al nuevo compañero Shinji Hirako que muestra especial interés en Ichigo. Esa misma noche varios Hollow de gran poder atacan Karakura, uno de ellos de tipo Menos Grande sorprende a Uryū, que a pesar de no tener poderes, utiliza unas cápsulas de reiatsu para realizar hechizos quincy, a pesar de esto no logra vencer y debe ser salvado por su padre Ryûken Ishida, que pulveriza las dos partes independientes del Menos y le recrimina su debilidad.
Su padre le ofrece restablecer sus poderes de quincy a cambio de no volver a mezclarse con shinigamis, el joven destructor accede (aunque termina desobedeciendo esta orden, racionalizando que Ichigo es solo un shinigami substituto y está actuando al margen de la Sociedad de Almas) y comienza entonces un largo entrenamiento en el que la base es el combate contra su padre. Uryū trata de herirlo por todos los medios pero Ryûken es demasiado poderoso y sólo puede escapar, después de usar su último hechizo, Uryū es atravesado por una flecha, lo cual reactiva sus poderes de quincy. Desde ese momento Uryū comienza a entrenar junto a su padre para potenciar sus poderes perdidos mientras sus compañeros y amigos libran diversas batallas contra los Arrancar.
Tras el secuestro de Inoue Orihime por el Espada Ulquiorra Cifer, la Sociedad de Almas se desentiende de Ichigo Kurosaki. Kisuke Urahara va en busca de Uryū y logra convencerle para ayudar a Ichigo en el rescate de la humana, a ellos se une Yasutora Sado que ha terminado su entrenamiento con el tendero. Ambos se encuentran con Ichigo y lo convencen de sus poderes para que no se preocupe por ellos. Finalmente el antiguo Capitán les abre la Garganta y el trío de compañeros parte a Hueco Mundo.

### Hueco Mundo
Mientras Ishida avanza más fácilmente a través de la Garganta, explica el "vacío legal" que le permite evadir el trato con su padre de no unirse a los shinigamis. Finalmente alcanzan los túneles subterráneos de Hueco Mundo donde les salen al paso los guardianes Iceringer y Demoura, Ishida y Chad acaban fácilmente con ambos. Tras alcanzar la superficie con dificultad se encuentran con tres extraños arrancar, una niña llamada Nel y sus compañeros Pesshe Guatiche y Dondochakka Bilstin. Pronto traban amistad y se encaminan juntos a Las Noches, donde son detenidos por el guardián de la arena, Lunuganga. El hollow parece intocable pero Rukia Kuchiki, que va acompañada de Renji Abarai lo derrota con su shikai.
Ante el muro de Las Noches, Ichigo y Renji abren un boquete y entran. Tras entonar un cántico y dejar a los hermanos del desierto, deciden separarse. Ishida es seguido en secreto por Pesshe y termina en el Nido de los Tres Cifras, donde debe enfrentarse a la Arrancar 105 Cirucci Thunderwitch. Tras un cómico y desigual combate contra la Privaron Espada, Ishida aparta a Pesshe del combate y usando su Seele Schneider se alza victorioso al traspasar el saketsu de la antigua Espada.
A pesar de las derrotas de Rukia y Sado, Ishida y Pesshe avanzan y llegan para ayudar a Renji Abarai en su combate con el Octavo Espada Szayel Aporro Granz. Los poderes de Ishida son anulados al igual que el bankai de Renji y se ven forzados a trazar una estratagema para golpear al Espada con en Sprenger del quincy, no obstante este sobrevive gracias a su fracción y abandona el lugar momentáneamente, momento que aprovechan los compañeros para tratar de huir. No obstante el Espada los manipula y libera su zanpakutō (Fornicarás) para divertirse a su costa y torturarlos creando clones de ellos y muñecos vudú. Cuando todo parece perdido aparece el Capitán de la Duodécima División Mayuri Kurotsuchi junto a su Subcapitana Nemu Kurotsuchi dispuesto a entablar combate. Tras una dura batalla de inteligencia Mayuri se alza victorioso y acaba con Szayel Aporro.
Renji e Ishida son curados mientras el resto de Capitanes luchan. Cuando estas terminan, Sōsuke Aizen se comunica con todos ellos y les explica que el secuestro de Orihime Inoue era parte de su plan para atrapar a varios shinigamis y ryoka en Hueco Mundo (cerrando sus Gargantas) y así poder destruir Karakura fácilmente y crear la Ōken. Al encontrarse en Karakura con el resto de Capitanes del Gotei, Aizen convoca a sus tres Espada más poderosos.

### La batalla por Karakura
Mientras Ichigo combate contra el Cuarto Espada Ulquiorra Cifer, Loli y Menoly se disponen a atacar a Orihime, el Décimo Espada Yammy reaparece para atacarlas, en el momento en que Orihime está a su merced, Ishida ataca por sorpresa al arrancar, que sorprendido y encolerizado cae en la bomba para arrancar que Mayuri Kurotsuchi le dio. Orihime le pide subir al lugar del combate entre Ichigo y Ulquiorra y allí observan la derrota del shinigami, el quincy se enfrenta a Ulquiorra en un intento de ganar tiempo para que Orihime cure a Ichigo, pero es derrotado fácilmente por el Espada (en el manga pierde la mano izquierda en el proceso). 
Finalmente Ichigo, en una nueva transformación hollow que se mueve por puro instinto, lucha contra Ulquiorra usando Sonido. La cuarta espada al ver cuan poderoso se ha vuelto Ichigo utiliza un ataque llamado "Lanza Relampago" directo a su contricante, pero Ichigo la detiene con su mano desnuda sorprendiendo a Ulquiorra , Ichigo aprovecha y lo corta con su Zampakutoh. Tras ver que Ulquiorra derrotado cae al piso Ishida queda totalmente sorprendido, Ichigo decide acabar con la vida del arrancar sin piedad con un zero, que no lo desintegra del todo, sólo queda su cabeza, torso, brazo y un ala. Ishida al ver que Ichigo se dispone a descuartizar el "cadáver" de Ulquiorra agarra el brazo de su nakama y le pide que termine con esto, puesto que si sigue cometiendo atrocidades, perderá del todo su humanidad. Ichigo no parece escucharlo, por eso Ishida se desespera, y le ordena terminar con eso ya, obviamente por su bien, ante los gritos del quincy, Ichigo cambia de opinión con respecto a quien atacar y apuñala a Ishida con Zangetsu. Orihime Grita preocupada su nombre y toma conciencia que la transformación de Ichigo es producto de un grito de ayuda mientras él se desangraba. En la realidad, Ichigo está a punto de fulminar a Ishida con un zero, mientras que Ulquiorra aparece detrás de él y rompe uno de sus cuernos impidiendo así la muerte del quincy.
Es visto nuevamente al terminar la batalla entre Ichigo y Aizen, de regreso en el mundo real junto a Chad, Orihime, Rukia y Renji aliviados de que Ichigo se encuentra a salvo, además ha recuperado el brazo que Ulquirra le amputó, seguramente gracias a Orihime. Vuelve a verse acompañando a Ichigo en su recuperación después del desmayo que éste tuvo al perder sus poderes shinigami, por último observa la despedida entre Rukia e Ichigo.

### Saga del Agente Perdido
Han pasado 17 meses desde la batalla contra Aizen y se ve a Uryū con el pelo un poco más largo, peleando junto a Ichigo contra una pandílla de maleantes que aparecen en su escuela. Después, se le puede ver persiguiendo a un hombre misterioso con el cabello largo en frente de la casa de Ichigo y tiempo después aparece muy herido en el suelo, sin su brazo derecho y cubierto de sangre.
Uryū es llevado al Hospital de Karakura, siendo operado por su padre, Ryūken. Después de la cirugía, Orihime llega a verlo e Ichigo llega poco después de ella, causando que Uryū se enoje a su llegada. Ryūken le dice que habla demasiado.
Uryū le pregunta si debe dejar que los visitantes lo vean con unas heridas tan graves y que eso podría afectar su salud, pero Ryūken le asegura que él va a estar bien y le dice que tras haber sido cortado no debería reclamarle a su doctor.
Al oír las palabras de Ryūken, Ichigo le pregunta a Uryū sobre lo que le había sucedido. Uryū no dice nada en respuesta, y Ryūken le dice que el intercambio de información es importante y que no debe permitír que su amabilidad se desperdicie. Uryū le grita a Ryūken que se calle, y le dice a Orihime que se vaya a casa. Orihime obedece y sale de la habitación junto con Ichigo y Ryūken.
Más tarde, Uryū es visitado en el hospital por Orihime. Se disculpa por la llamada repentina y le agradece por venir. Ella le pregunta si está bien para pararse y él dice que está muy bien para eso. Orihime se ofrece a curar sus heridas, y dijo que será en un instante si lo hace. Él responde que sabe y que estaba fuera de sí cuando él se negó. Quería huir si él era el verdadero objetivo, pero la situación ha cambiado y ahora quiere que lo cure.
Orihime le pregunta qué significa y Uryū responde que Ichigo ha estado en contacto con su agresor, que sorprende a Orihime. Él dice que ha habido un cambio en su reiatsu, pero es definitivamente Ichigo y Orihime le pregunta si ella ha sentido también. Orihime lo confirma y dice que Ichigo ha decidido no decirle nada hasta ahora.
Luego dice que el que atacó a Uryū e Ichigo es la misma persona que la atacó, impactante. Uryū trata de reflexionar sobre la naturaleza de este, pero se queda corto. Orihime dice que el atacante llamó a su habilidad y le pregunta Fullbring Uryū si era el mismo para él, pero él dice que no tuvo tiempo de preguntar y que a pesar de que era una Zanpakutō hasta que ella le dijo.
Mucho después se ve a Ishida dirigiéndose a donde se encuentra Ichigo, al llegar al lugar Ichigo piensa que este ha sido afectado por la habilidad de Tsukishima, Ishida le dice a Ichigo que se aparte ya que quien lo había atacado estaba atrás suyo. Uryū ataca a Ginjou quien detiene el ataque con su mano mientras Tsukishima ataca por la espalda a Ishida hiriéndolo. Uryū se establece sin poder hacer nada, recordando el ataque anterior.
Cuando Tsukishima y Kugo están a punto de irse, los shinigami llegan y usan su zanpakuto especial con el reiatsu de todos en el Gotei 13 para restaurar los poderes shinigami de Ichigo. Ellos explican que restaurar los poderes de Ichigo no es lo único que vienen a hacer allí, Sino que también han venido para hacer frente al Shinigami Sustituto original quien se convirtió en un traidor; Kugo Ginjo.
Cuando Ichigo se prepara para enfrentar a Kugo, Uryū se revela a sí mismo y dice que Rukia lo curó y le pide disculpas a Ichigo, diciendo que cuando ellos regresaron de la sociedad de almas e Ichigo recibió su medalla de shinigami sustituto, el debió haber asumido que había otro shinigami sustituto antes que Ichigo.
Él pensó que si el anterior estaba vivo, ellos le hubieran dicho y si estaba muerto ellos le dirían el porqué. Al no haberle dicho nada a Ichigo, él supuso que la Sociedad de Almas no lo sabía.
Uryū dice que él debió haber dicho esto antes, pero Ichigo simplemente le da una patada. Ichigo dice que no importa y que no había nada que pudieran haber hecho al respecto además de que si fuera así él lo hubiera olvidado en unos pocos días de todos modos. Ambos empiezan a discutir el uno con el otro antes de que Uryū comience a pensar que el peor de los casos sería que ninguno de los escenarios que pensó fueran aplicables. Ichigo le dice que se limpia las gafas cuando él piensa que la posibilidad es poco probable, pero no es algo que Ichigo necesita saber.
Cuando Uryū Ishida e Ichigo Kurosaki luchan con Kūgo Ginjō, eventualmente se esconden de él, lo que le permite a Ishida analizar a Kūgo y sus habilidades. Uryū se da cuenta de que Kūgo tomó el reiatsu de Ichigo además de su poder fullbring.
Ichigo le pregunta a Uryū si tiene un plan. A lo que el joven Quincy responde que no está planeando nada y trata de explicarle la situación. Cada vez más impaciente, Ichigo se enfrenta a Kūgo, pese a las objeciones de Uryū.
Ichigo comienza a atacar Kūgo con un Getsuga Tenshō. Uryū trata de detenerlo, al darse cuenta de que Kūgo lo está incitando a usarlo, pero Ichigo dispara su Getsuga de todos modos. Kūgo corta a través del ataque de Ichigo y lo ataca con su propio Getsuga Tensho. Uryū aparece detrás de Kūgo y lo ataca con sus flechas, pero Ginjo evita el ataque. Uryū al ver esto concluye que además de tomar el Fullbring y Reiatsu de Ichigo, Kūgo tomo sus habilidades también.
Cuando Kūgo cuestiona porque Ichigo está luchando contra él, Ichigo rechaza sus palabras como un intento de sacudir su resolución. Uryū está de acuerdo en que él los está presionando mentalmente, preguntando si Kūgo espera que Ichigo se le una. Kūgo rechaza esto, retando a Uryū a dispararle con sus flechas y comienza a hablar sobre la Insignia de Shinigami sustituto de Ichigo.
Kūgo afirma que la historia sobre que el Shinigami Sustituto sea clasificado como un beneficio para la sociedad de almas es una mentira; algo que Uryū ya había sospechado. Kūgo establece que a todos los Shinigami Sustituto se les da una insignia de identificación sin que se den cuenta, lo cual impacta a Uryū. Kūgo afirma que el verdadero propósito de la insignia es observar y restringir el reiatsu de Ichigo como Shinigami. Kūgo luego dice que todo este esquema fue diseñado para controlar al Shinigami Sustituto y que Jūshirō Ukitake es el responsable de ello.
Cuando Kūgo dice que todos en la Sociedad de Almas lo sabían, Uryū comienza a preocuparse de cómo Ichigo tomara esta terrible noticia. Entonces un enfurecido Ichigo le dice a Kūgo que se calle y grita Bankai. Uryū escucha cuando Ichigo le dice que se preocupa demasiado y luego rechaza la idea de que Ukitake le engañaba.

### Saga de la Guerra Sangrienta de los Mil Años
Mientras Ichigo Kurosaki está luchando contra los Hollows que atacaron a Yuki Ryūnosuke y Shino, Uryū llega con Orihime Inoue y Yasutora Sado, para ayudarle en la lucha. Uryu destruye un hollow con sus flechas y comenta que el ataque de Ichigo era peligroso a lo cual Ichigo responde que el ataque con sus flechas es el realmente peligroso. Dos días más tarde, llegan a la casa de Ichigo y Uryu remarca que Ichigo no tiene etiqueta. Cuando Ichigo le pregunta cómo entró él contesta que Yuzu le abrió la puerta y pide platos para el pan que trajo Orihime. Uryu e Ichigo discuten porque cree que le está dando órdenes. Más tarde, comienzan a comer el pan que trajo Orihime y deja el pan que él no quiere para Ryunosuke. Uryu pregunta si Ebern es un Arrancar, ya que parecía que tuviera la parte de una máscara de Hollow en su rostro. Después de que Akon informe a Ryunosuke de la muerte del subcapitán Chōjirō Sasakibe, él comenta que la Sociedad de Almas, probablemente le dio esa información para que Ichigo sepa lo que está pasando.
Después Orihime, Sado y Uryū vuelven a la casa de Ichigo quien les solicitó venir para escuchar de Nell Tu y Pesche Guatiche sobre la conquista de Hueco Mundo por parte de Wandenreich y la captura de varios Arrancar, incluyendo a Dondochakka Birstanne. Uryū dice que no puede acompañarlos, posiblemente queriendo cumplir su promesa con su padre de no involucrarse con los asuntos de la sociedad de almas, lo que llevó a Ichigo a decir que él lo sabía cuando lo llamó, pero lo hizo de todas formas a fin de evitar su mal humor. Una acción que, irónicamente, irrita a Uryū.
Más tarde, durante el combate entre Ichigo y Quilge Opie, este nota que las habilidades de su oponente se parecen mucho a las de su amigo Quincy, un dato que llama la atención de Quilge, pues reconoce el apellido Ishida al mencionar que Sōken Ishida no aceptó el progreso realizado por el Wandenreich sobre el Leztz Stil, alcanzado hace 200 años, por lo que el poder del Völstanding es superior al que lograría cualquier otro quincy normal que emplease el Leztz Stil.
Luego de un tiempo sin aparecer, Uryū es escoltado por Haschwalth para reunirse con Yhwach quien le da un recibimiento en su palacio proponiéndole que pelee junto al Wandenreich. Más tarde Yhwach le da la bienvenida, enfrente de los otros Stern Ritter, quienes expresan su conmoción al ver que el joven Quincy está incluso en el mismo podio de su majestad. Tras su presentación, Uryū es declarado como el sucesor de Yhwach. Después del anuncio el muchacho es llevado a los recintos de Yhwach, quien declara que Uryū pronto despertara sus poderes, y le dará la Schrift (Sagrada Escritura) junto a la misma letra que posee, "A".
Uryū le pregunta a Yhwach por qué decidió nombrarlo como su sucesor, ya que a su parecer esta clase de premisa solo traerá discordia entre sus hombres. Su Majestad contesta que se siente complacido al saber que sus seguidores no son tan dependientes para seguir todas sus decisiones a ciegas, aunque recalca que no han sido muy prudentes al ponerlo de manifiesto. Tras esta breve aclaración, Yhwach pasa a explicar la razón del porque Uryū sigue vivo a pesar de su Auswählen, el cual asesino a todos los Gemischt Quincy nueve años antes. Afirmando que debe ser porque Uryū posee algo que supera su propio poder, y de nuevo le pone en claro que no debe analizar las cosas y solamente debe seguirlo.
Poco después de que desaparece el Seireitei, Uryū aparece en uno de los nuevos edificios al lado Yhwach y Haschwalth. Su majestad entonces le pregunta si está familiarizado con la canción, "Kaiser Gesang", lo cual Uryū confirma al recitarla. El líder del Wandenreich entonces revela que la canción tiene un verso adicional, en la que el rey recupera el mundo, después de nueve días. En el palacio del Wandereich, Uryu se encuentra en la derecha de Yhwach, a quien le hace preguntas sobre lo relacionado con la recuperación de Bankai por parte de los Shinigami. Cuando Uryu se encontraba a la entrada de la habitación de Yhwach, Jugram aparece para informarle que su Majestad estaba durmiendo entonces Uryu le pregunta que Yhwach le iba a pedir algo además le dice a Jugram que el parece diferente durante el día. Cuando Jugram termina de contarle la habilidad de Yhwach, Uryu queda algo sorprendido sobre tallar una inicial dentro del alma, entonces Jugram le confirma que Yhwach ya talló dentro de él, sorprendiendo a Ishida, entonces Jugram se abalanza sobre el para preguntarle por qué esa mirada y si acaso se arrepiente, y que ya es demasiado tarde y que solo aceptó su invitación para vengar a su madre pero tan pronto como lo logre no hay forma de volver atrás. Además Jugram añade que cuando alguien que recibió una parte de su alma se muere su poder es absorbido automáticamente por su majestad y pedazos del alma de su majestad ya se distribuyeron por todo el Seireitei durante la batalla anterior entonces Uryu queda perplejo al escuchar a Jugram.
Al momento que Ichigo llega a la Sociedad de Almas para detener a las Sternritter que estaban atacando a Kenpachi Zaraki, Yhwach se percata de la presencia de Ichigo por ende decide hacer sus respectivos movimientos, los cuales son dirigirse al Palacio del Rey Espiritual, sin embargo Ichigo con la ayuda de sus amigos Shinigami logra librarse de los Quincy por tanto se dirige hacia donde esta Yhwach en tanto el rey de los Quincy nota que Kurosaki se acerca y Jugram trata de ofrecerse para detenerlo pero es interrumpido por Uryu quien ataca al Shinigami Sustituto con una enorme flecha pero Kurosaki logra rechazar el ataque con facilidad y al levantar la cabeza queda totalmente desconcertado al ver a Uryu de lado de Yhwach por lo que le cuestiona y le pregunta por qué esta con el pero Ishida con una mirada seria le dice que se vaya, que no depende el detener a su Majestad e Ichigo mucho más estupefacto que antes no puede creer lo que Ishida dice por ende le grita que demonios estas haciendo allí, y que quiere saber la verdad pero Ishida no se inmuta ante el grito desesperante de Kurosaki por lo que le advierte por última vez que se vaya y procede a atacarlo Licht Regen, disparando múltiples flechas en tanto Ichgio se queda inmóvil por el Shock de ver a Ishida de lado de Yhwach por lo que no evita ninguna flecha sin embargo Orihime Inoue llega junto Yasutora Sado y logran evitar que las flechas lastimen a Ichigo, a la vez que quedan también sorprendidos y en ese momento Yhwach le pregunta a Uryu si se ha despedido por lo que Ishida con una mirada cabizbaja le responde que si a lo que Yhwach le recuerda que esta es su última oportunidad e Ishida le responde que esta consciente de eso y junto a Yhwach y Jugram se elevan para llegar e invadir el Palacio del Rey Espiritual.
Ya en el Palacio, Uryū observa como Tenjirō Kirinji los ataca con sus aguas termales pero esto no tienen efecto gracias a la protección que les brinda Nianzol Weizol, luego de eso Uryū es testigo de la batalla de los Guardia Reales contra la Elite de los Sternritter.
Uryū logra detener a Yoruichi y nuevamente se encuentra cara a cara con Ichigo y le dice que no interfiera con su majestad dejando muy molesto a Ichigo. Ishida informa a sus antiguos camaradas que si se mueven o si dan un solo paso no dudara en matarlos. Ichigo se mueve e Ishida lo ataca pero Ichigo le pregunta si sabe lo que está ocurriendo entonces Ishida le dice que sí e Ichigo le dice que por qué se unió a Yhwach entonces Ishida le dice que la única razón es por es un Quincy entonces los demás miembros de la elite Quincy llegan para enfrentarse a los amigos de Ichigo sin embargo Ishida le dice que no interfieran que solo es necesario dejarlos caer y efectivamente eso sucede, Ishida lanza un ataque que destruye el piso donde ellos se encontraban y caen al más profundo abismo. Ishida trata de evitar que Lille dañe a Ichigo y le explica por qué hizo todo aquello, dejando sorprendidos a los demás miembros de la elite. Entonces Gerard muy contento y con una enorme sonrisa le dice a Ishida que se ha ganado su aprobación.
Ichigo y compañía siguen en su camino hacia el Trono de Yhwach pero en el camino se aparece Uryū para confesarles la verdad acerca de por qué se unió al Wandenreich y que no quería que ellos desestabilizaran su plan sin embargo Uryū no contaba que Jugram se encontrara ahí entonces Juugo le da una orden a Uryū que acabe con Ichigo pero este se niega y decide enfrentar al Quincy para que sus amigos sigan en su camino y finalmente ambos Quincys luchan, finalmente amaneció pero Uryū está muy malherido por los constantes ataques de Jugram quien admite que sin los poderes de su Majestad este es mucho más fuerte y no comete errores dejando sorprendido a Uryū.
Jugram logra dejar malherido a Uryū, además el Quincy comienza un monólogo acerca de quien es realmente Uryū, por qué piensa sacrificar su vida por los humanos, cual es su real objetivo, ante esto Uryū se levanta y comienza a crear un nuevo poder y mientras tanto le dice a Jugram que deje su pobre improvisación y que él no sabrá la respuesta hasta que no los vea caer como moscas en tanto Jugram está decidido a derrotar a Uryū y ponerle fin a la batalla. Uryū decide contratacar a Jugram no si antes preguntarle cual es su interés en saber que clase de persona es Uryū además Uryū le comenta a Jugram que para él, Jugram jamás le pareció ese tipo de personas que se preocupa por temas abstractos y existencialistas y le aclara que el sol está ganando tiempo para que Ichigo derrote a Yhwach en tanto Jugram lo refuta diciendo que él ya lo vio todo y que todos sus aliados morirán entonces Uryū le recuerda que el futuro puede cambiar a lo que Jugram confirma esto además de decirle a Uryū que hace a Yhwach peligroso no solo su habilidad de ver el futuro entonces Uryū le exige una explicación pero Jugram solo se la dará luego que culmine la batalla.
Finalmente Jugram revela la habilidad de su epíteto B llamado The Balance, el cual consiste en tomar la desgracia que ocurre bajo su esfera de influencia y lo dispersa hacia aquellos con suerte fortuita y estilos de vida encantadores es como mantiene el balance del mundo además puede tomar la desgracia que pudiese ocurrirle y re direccionarla hacia su FREUND SCHILD (Escudo sustituto). Luego de explicar su extraña habilidad Jugram le comunica que sus oportunidad de ganar y vivir son nulas y le comunica que es su fin entonces Ishida decide levantarse y comunicarle que aun le queda por revelar su epíteto A llamado Antithesis causando un grave daño a Jugram quien se sorprende de ese extraño poder entonces Uryū le explica al Rubio Quincy que su poder puede revertir cualquier cosa por completo entre dos objetivos designados, cualquier cosa que haya ocurrido entonces Uryū fue capaz de revertir el daño entre él y Jugram entonces Jugram admite que es un buen poder y que incluso puede ser capaz de revertir el poder de Yhwach dejando sorprendido a Uryū entonces Uryū decide ir al lugar donde se encuentra Yhwach pero Jugram lo ataca por espalda explicándole que no lo dejara ir hacia ese lugar entonces Jugram vuelve a usar el poder de su escudo sustituto para detener a Uryū entonces Ishida ya débil no tiene ni como levantarse entonces Jugram se acerca para decir una palabras menospreciándolo a él y a la raza humana y finalmente parece clavarle la espada en su garganta.
Mientras Uryū todo malherido le da explicaciones a Jugram sobre por qué se parece a Ichigo Kurosaki, Jugram le queda mirando. Entonces Uryū le explica que siempre apoyó a Ichigo y a sus amigos y admira el don de ayudar de su grupo de confianza, y los llama amigos, dejando perplejo y molesto al Sternritter. Jugram molesto decide atacar a Uryū pero en ese instante es interrumpido por Auswahlen y los dos quedan sorprendidos ante tal suceso. Jugram cae derrotado al suelo y le pregunta a Ishida si cree que se siente traicionado, pero es todo lo contrario. Dice sentirse orgulloso ya que Yhwach ha considerado que su poder era digno de ser robado. Antes de que Ishida se vaya, Jugram le dice que se acerque para que pueda transferir sus heridas a su cuerpo, sorprendiendo al Quincy. Jugram al ver su cara de asombro le dice que está a punto de morir, y que estar herido o no no cambiará el resultado. Por último, Jugram le dice a Ishida que tiene que irse, y salvar a sus amigos. Más tarde, mientras el Quincy se dirige a la batalla, alguien le lanza una flecha. Esta persona resulta ser su padre, Ryuken Ishida, acompañado por Isshin Kurosaki. Su padre le dice que fue allí solo para entregarle la punta de flecha que acaba de lanzarle, y que la recoja y se la lleve. Ryuken le explica que cuando se usa el Auswahlen en un Quincy, aparece un coágulo de sangre plateada en su corazón y muere, y que a partir de esto pudo crear esa punta de flecha. Finalmente, le dice que la única persona que debe utilizarla es él.
Más tarde, Ishida aparece en la batalla entre Yhwach e Ichigo. El Quincy le dispara al enemigo la punta de flecha que le había entregado su padre anteriormente, recordando que su abuelo le dijo que Still Silver, la plata formada por Auswahlen, mezclada con la sangre de la persona que lo hubiera activado podría detener por unos instantes sus poderes. Este hecho se confirma con Yhwach, quién sufre estos efectos momentáneos brindando a Ichigo la oportunidad para atacar.

## Poderes
Uryū es un quincy o destructor, como tal posee una gran cantidad de energía espiritual o reiatsu y es capaz de ver a los Hollow y plus del mundo, sin embargo, sigue siendo humano, por lo tanto, está a la vista de todo el mundo, al contrario que los mismos Hollow o shinigami, que son cuerpos espirituales.
Tiene la facultad de manipular los espiritrones del ambiente y usarlos como arma, concentrándolos en forma de arco y flechas para atacar. Aquellos Hollow que Uryū mata, no son purificados ni enviados a la Sociedad de Almas, simplemente desaparecen, lo cual interrumpe el flujo de las almas entre los mundos.
Uryū puede detectar con gran precisión las fuentes espirituales, así como manejar y moldear su propio reiatsu en combate, sus poderes dependen de la cantidad de energía espiritual del ambiente, siendo ambientes más idóneos para ello la Sociedad de Almas o Hueco Mundo.
Puede moverse a altas velocidades concentrando espiritrones bajo sus pies, este movimiento es el homólogo del shunpo de los shinigamis o el sonido de los Arrancar y recibe el nombre de hirenkyaku (Paso de Dios).
Es capaz de manipular el reishi disperso y moldearlo en forma de diminutos hilos con los que manejar su cuerpo si este no pudiera moverse, esta técnica de alto nivel quincy recibe el nombre de Ransōtengai (Hilos Celestiales).

### Arcos
Uryū ha utilizado tres tipos distintos de arcos.
- El primer arco se generaba al liberar la cruz de cuatro puntas de Quincy o Zeichen que siempre usa en la muñeca y recibe el nombre de Kojaku (弧雀), al liberarse se genera un arco sólido unido a su muñeca y totalmente compuesto por reishi de color blanco, del "mango" del mismo salen unas líneas negras verticales. Para lanzar flechas, este debía tirar de una arilla unida al centro de la cuerda del arco. Dejó de usarlo tras su derrota ante Renji Abarai.

- El segundo arco se forma al usar un guante inamovible, que genera un arco corpóreo y material desplegable, este guante le ayudaba a controlar mucho mejor las partículas espirituales del ambiente y le fue legado por su abuelo Sôken Ishida. Si se desprendía del guante sus poderes llegarían al máximo, alcanzando la forma final de un quincy, sin embargo, poco después sus poderes se extinguirían. El arco y el guante, al igual que sus poderes, desaparecieron tras usarlos ante Mayuri Kurotsuchi.

- El tercero fue un artefacto con forma de arco que le entrega Nemu por orden del capitán Mayuri, con el que Ishida podrá recuperar de forma temporal sus poderes de Quincy si decide abrirles el acceso a los Bount. Ishida demuestra un gran manejo de este arco en su pelea con la Bount Yoshi.

- Su cuarto arco, se llama Ginrei Kojaku (銀嶺弧雀), el arco se muestra al liberar la cruz real de cinco puntas del quincy (Zeichen), el arco está totalmente formado por partículas espirituales (como el primero) y está rodeado por un hexágono pequeño central con puntas en cada arista, la capacidad de tiro de este arco es de 1200 tiros por segundo. Este arco le permite lanzar una lluvia de proyectiles sobre el enemigo tras acumular reishi en su arco, la técnica recibe el nombre de Licht Regen.

- El Quinto Arco que usa Uryuu, aparece por primera vez en la saga de los Fullbring en el capítulo 470 del manga. Esta vez el arco se muestra sólido, como los arcos usados durante la saga de la Sociedad del Alma (gracias al Guante Sanrei). Este nuevo arco además de tener una forma sólida, es más compacto y similar al que usa su padre (Ishida Ryuuken). En la parte frontal tiene dibujadas unas líneas que recuerdan un poco a las líneas del traje que usó cuando Libero su Forma Final (Letzt Stil) en la Sociedad de Almas. Aún no se sabe cuál es la capacidad destructiva y de disparo de este arco.

En combate Uryū muestra una personalidad analítica y sumamente cuidadosa, se le ha llamado en más de una ocasión "genio" debido a su talento, sus avanzadas dotes como quincy, sus capacidades para la estrategia y el análisis tanto de sus adversarios como de las situaciones en las que se ve envuelto.

## Artefactos
A lo largo de la historia, Ishida utiliza diversos artefactos quincy que le ayudan en batalla.
- Tubos Gintō: Almacenando reiatsu en esas cápsulas, Ishida es capaz de ejecutar hechizos quincy de alto nivel para defenderse o atacar, como demostró en su batalla con el Menos Grande y en su entrenamiento con Ryūken Ishida. Todos los hechizos quincy son pronunciados en alemán (Haizen, Gritz)

- Seele Schneider (aquello que corta el alma): La única arma afilada de los quincy cuya forma simula ser la de una delgada espada formada por partículas espirituales, estas vibran a una velocidad de unos 3 millones de veces por segundo, también es capaz de generar una fisura en un cuerpo espiritual al rasgarlo y hacer que el quincy pueda absorber esas partículas y combinarlas con el Ginrei Kojaku para lanzar la Seele Schneider a modo de flecha. Mientras el quincy pelea, la empuñadura acumula reishi para poder restaurar el arma momentáneamente si fuera destruida o anulada.

- Sprenger: La Seele Schneider dispersa el reishi acumulado en la empuñadura y forma el Zeichen (del alemán "símbolo") de los quincy gracias a unos tubos plateados. Al usar una gota de reishi en esos tubos se detona una violenta explosión dentro del Zeichen que lo aniquila todo.